# 至拔州都督府
至拔州都督府，唐朝时设置的都督府。
龙朔元年（661年）置，治所在俱密国褚瑟城（今乌兹别克斯坦乌尔汉河流域，一说在今塔吉克斯坦达尔瓦兹）。属安西都护府，8世纪中废。